# Camps-en-Amiénois
Camps-en-Amiénois är en kommun i departementet Somme i regionen Hauts-de-France i norra Frankrike. Kommunen ligger i kantonen Molliens-Dreuil som tillhör arrondissementet Amiens. År 2022 hade Camps-en-Amiénois 183 invånare.

## Befolkningsutveckling
Antalet invånare i kommunen Camps-en-Amiénois
| Referens: INSEE |